# Charles Nanteuil
Pour les articles homonymes, voir Nanteuil et Gaugiran-Nanteuil.
Pierre-Charles Gaugiran dit Pierre Charles Gaugiran-Nanteuil, Charles Nanteuil, Gaugiran-Nanteuil fils ou Nanteuil (Toulouse, 13 septembre 1775 - Lieusaint, 27 janvier 1870), est un auteur dramatique français. 

## Biographie
Ses pièces ont été représentées sur les plus grandes scènes parisiennes du XIXe siècle : Théâtre Beaumarchais, Théâtre-Français, Théâtre de l'Opéra-Comique, Théâtre du Gymnase, etc. 
Il se marie le 23 février 1811 à Paris avec Jeanne Bézard. Il est alors domicilié au no 26 place Vendôme.
Il était le doyen des librettistes de l'Opéra-Comique lorsqu'il meurt en 1870 chez son fils Charles Gaugiran Nanteuil.

## Œuvres
- La Petite École des pères, comédie en 1 acte et en prose, avec Étienne, 1793
- La Mode ancienne et la Mode nouvelle, comédie en 1 acte, en vers, 1794
- L'Apollon du Belvéder, ou l'Oracle, folie-vaudeville impromptu en 1 acte, avec Charles-Guillaume Étienne et Picot de Moras[3], 1800
- Le Café des artistes, vaudeville en 1 acte, avec Étienne et Morel, 1800
- La Confession de Vaudeville, avec Étienne et Moras, 1801
- Désirée, ou la Paix du village, allégorie en 1 acte, en vaudevilles, avec Étienne et Moras, 1801
- Les Deux Mères, comédie en 1 acte et en prose, avec Étienne, 1802
- Le Pacha de Surêne, ou l'Amitié des femmes, comédie anecdotique en 1 acte, avec Étienne, 1802
- Le Pauvre Riche ou la Séparation de biens, comédie en trois actes et en prose, avec Étienne, 1803
- Le Tuteur fanfaron ou la Vengeance d'une femme, comédie en 1 acte, 1803
- Vie de François-René Molé : comédien français et membre de l'Institut, avec Étienne, 1803
- L'Eau et le Feu, ou le Gascon à l'épreuve, opéra-bouffon en 1 acte, 1804
- Isabelle de Portugal, ou l'Héritage, comédie historique en 1 acte, en prose, avec Étienne, 1804
- Les Maris garçons, comédie en 1 acte et en prose, mêlée d'ariettes, musique de Henri-Montan Berton, 1806
- Le Nouveau réveil d'Épiménide, comédie épisodique en 1 acte, en prose, avec Étienne, 1806
- Le Carnaval de Baugency, ou Mascarade sur mascarade, comédie en 1 acte, en prose, avec Étienne, 1807
- Le Conseil des dieux, apologue, 1811
- Le Charme de la voix, opéra-comique en 1 acte, avec François Loraux, 1812
- Lulli et Quinault, ou le déjeuner impossible, opéra-comique en un acte, musique de Nicolò Isouard, 1815
- L'Amour et le Procès, comédie en 1 acte et en vers, 1820
- Cinq Romances, une valse et une écossaise composées pour le piano-forté, musique de Pauline Duchambge, 1827
- Le Dey d'Alger, ou la Visite au pensionnat, comédie en 1 acte en prose, avec Étienne, 1831
- Après nous la fin du monde, pièce de carnaval en deux actes, avec Édouard Montagne, 1860
- Helfen den Verwundeten, épisode de l'invasion en 1 acte, posthume, 1871